# Mark Schwahn
Mark Schwahn é um diretor, produtor e roteirista estadunidense. Tornou-se mais conhecido por ser o criador, produtor e escritor da série One Tree Hill.
Atualmente é roteirista, diretor e produtor executivo da série The Royals.